# Anna Tóth
Anna Tóth (20 de noviembre de 2003) es una deportista de Hungría que compite en atletismo. Ganó una medalla de bronce en el Campeonato Mundial de Atletismo Sub-20 de 2021, en la prueba de 100 m vallas.